# Ralf Wagner
Ralf Wagner (* 1968) ist als deutscher Universitätsprofessor für Betriebswirtschaft am Fachbereich für Wirtschaftswissenschaften der Universität Kassel tätig. Seit 2006 ist er Inhaber des SVI Stiftungslehrstuhls für Internationales Direktmarketing an der Universität Kassel.

## Leben
Ralf Wagner studierte Betriebswirtschaftslehre mit Schwerpunkt Marketing an der Universität Bielefeld. Im Jahr 2000 promovierte er als wissenschaftlicher Mitarbeiter von Reinhold Decker an der Universität Bielefeld mit dem Thema Modellierung und Analyse multipler Wettbewerbsreaktionen durch den Einsatz von Promotion-Instrumenten. Die Venia legendi für allgemeine Betriebswirtschaftslehre erhielt er 2008 von der Universität Bielefeld für die Habilitationsschrift "Komplexe Muster im Marketing-Management". Dem Ruf an das neu gegründete "Dialog Marketing Competence Center" (DMCC) der Universität Kassel folgte er 2006 zunächst als Lehrstuhlvertreter, dann als Professor.
Die Forschungsgebiete von Ralf Wagner sind Marketing-Interaktionen in verschiedenen Kulturen, Direktmarketing im Wandel, Wettbewerbsinteraktionen und Competitive Intelligence sowie Quantitative Methoden der Marketingforschung.

## Schriften
Bücher
- Multiple Wettbewerbsreaktionen im Produktmanagement. Dissertation. Universität Bielefeld 2000. DUV & Gabler, Wiesbaden 2001, ISBN 978-3-8244-7331-1.
- mit Reinhold Decker: Marketingforschung. Methoden und Modelle zur Bestimmung des Käuferverhaltens. Moderne Industrie, München 2002, ISBN 978-3-478-37370-8.

Zeitschriftenartikel
- mit Reinhold Decker: Remarks on the Behavioristic Analysis of Competitive Reactions. In: OR Spectrum. Vol. 22, No. 1, 2000, S. 97–116.
- Contemporary Marketing Practices in Russia. In: European Journal of Marketing. Vol. 39, No. 1/2, 2005, S. 199–215.
- mit Reinhold Decker, Sören W. Scholz: An Internet-Based Approach to Environmental Scanning in Marketing Planning. In: Marketing Intelligence and Planning. Vol. 23, No. 2, 2005, S. 189–199.
- mit Kai-Stefan Beinke: Identifying Patterns of Customer Response to Price Endings. In: Journal of Product and Brand Management. Vol. 15., No. 5, 2006, S. 341–351.
- mit Jörg Ontrup, Helge J. Ritter, Sören W. Scholz: Detecting, Assessing and Monitoring Relevant Topics in Virtual Information Environments. In: IEEE Transactions on Knowledge and Data Engineering. Vol. 21, No. 3, 2009, S. 415–427.